# Мегура-Ноуе
Мегура-Ноуе (рум. Măgura Nouă) — село у Фалештському районі Молдови. Входить до складу комуни, адміністративним центром якої є село П'єтросу.

## Населення
За даними перепису населення 2004 року у селі проживали 140 осіб.
Національний склад населення села:
| Національність   | Кількість осіб | Відсоток   |
| ---------------- | -------------- | ---------- |
| молдавани румуни | 135 1          | 96,4% 0,7% |
| росіяни          | 4              | 2,9%       |
| Всього           | 140            | 100%       |